# Street masculin aux Jeux olympiques d'été de 2024
Cet article traite de l'épreuve masculine. Pour la compétition féminine, voir Street féminin aux Jeux olympiques d'été de 2024.
Pour des articles plus généraux, voir Jeux olympiques d'été de 2024 et Skateboard aux Jeux olympiques.
Navigation
Tokyo 2020 Los Angeles 2028
L'épreuve masculine de street en skateboard aux Jeux olympiques d'été de 2024 à Paris a lieu le 29 juillet 2024, au sein du parc urbain de la Concorde.  Yuto Horigome (JPN) est arrivé premier, suivi de  Jagger Eaton (USA) puis de  Nyjah Huston (USA).

## Médaillés
| Or                  | Argent             | Bronze             |
| Yuto Horigome (JPN) | Jagger Eaton (USA) | Nyjah Huston (USA) |

## Format de la compétition
Les participants effectuent chacun deux runs de 45 secondes puis cinq tricks où ils sont notés. La meilleure note obtenue sur les deux runs est ajoutée aux deux meilleures notes des cinq tricks. Ces trois notes sont alors additionnées pour donner un total. Les 8 meilleurs sont qualifiés pour la finale.

## Calendrier
| Date                                                | Horaire | Manche         |
| --------------------------------------------------- | ------- | -------------- |
| Samedi 27 juillet Lundi 29 juillet Lundi 29 juillet | 12 h 00 | Qualifications |
| Samedi 27 juillet Lundi 29 juillet Lundi 29 juillet | 17 h 00 | Finale         |

## Résultats détaillés
Les huit premiers se qualifient pour la finale (Q).
| Rang | Skateur             | Pays           | Runs  | Runs  | Tricks | Tricks | Tricks | Tricks | Tricks | Total  | Notes |
| Rang | Skateur             | Pays           | 1     | 2     | 1      | 2      | 3      | 4      | 5      | Total  | Notes |
| ---- | ------------------- | -------------- | ----- | ----- | ------ | ------ | ------ | ------ | ------ | ------ | ----- |
| 1    | Jagger Eaton        | États-Unis     | 57,88 | 88,37 | 0,00   | 0,00   | 92,65  | 93,86  | 62,07  | 274,88 | Q     |
| 2    | Nyjah Huston        | États-Unis     | 17,89 | 90,18 | 90,31  | 88,87  | 92,17  | 0,00   | 0,00   | 272,66 | Q     |
| 3    | Sora Shirai         | Japon          | 61,63 | 86,71 | 93,57  | 0,00   | 0,00   | 90,14  | 0,00   | 270,42 | Q     |
| 4    | Yuto Horigome       | Japon          | 89,72 | 34,75 | 93,08  | TNS    | 77,91  | 87,38  | 0,00   | 270,18 | Q     |
| 5    | Matias Dell Olio    | Argentine      | 88,53 | 0,76  | 0,00   | 88,32  | 0,00   | 89,43  | 0,00   | 266,28 | Q     |
| 6    | Kelvin Hoefler      | Brésil         | 86,48 | 90,41 | 0,00   | 73,98  | 85,53  | 0,00   | 89,30  | 265,24 | Q     |
| 7    | Cordano Russell     | Canada         | 69,00 | 86,99 | 85,38  | 91,50  | 0,00   | 0,00   | 0,00   | 263,87 | Q     |
| 8    | Richard Tury        | Slovaquie      | 87,84 | 53,37 | 78,84  | 0,00   | 0,00   | 0,00   | 91,31  | 257,99 | Q     |
| 9    | Vincent Milou       | France         | 62,29 | 71,49 | 87,20  | 0,00   | 94,09  | 0,00   | 0,00   | 252,78 |       |
| 10   | Mauro Iglesias      | Argentine      | 8,73  | 79,50 | 0,00   | 90,12  | 0,00   | 0,00   | 79,47  | 249,09 |       |
| 11   | Matt Berger         | Canada         | 44,53 | 51,99 | 0,00   | 0,00   | 0,00   | 88,50  | 89,95  | 230,44 |       |
| 12   | Brandon Valjalo     | Afrique du Sud | 31,25 | 33,50 | 0,00   | 81,61  | 82,06  | 0,00   | 0,00   | 197,17 |       |
| 13   | Giovanni Vianna     | Brésil         | 85,67 | 44,03 | 0,00   | 0,00   | 92,85  | TNS    | 0,00   | 178,52 |       |
| 14   | Ginwoo Onodera      | Japon          | 49,50 | 83,51 | 0,00   | 0,00   | 93,57  | 0,00   | 0,00   | 177,08 |       |
| 15   | Felipe Gustavo      | Brésil         | 26,29 | 64,67 | 93,22  | 0,00   | 0,00   | 0,00   | 0,00   | 157,89 |       |
| 16   | Aurélien Giraud     | France         | 44,26 | 55,64 | 0,00   | 0,00   | 0,00   | 88,07  | 0,00   | 143,71 |       |
| 17   | Gustavo Ribeiro     | Portugal       | 48,31 | 33,37 | 0,00   | 93,83  | 0,00   | 0,00   | 0,00   | 142,14 |       |
| 18   | Ryan Decenzo        | Canada         | 18,06 | 25,84 | 0,00   | 0,00   | 90,85  | 0,00   | 0,00   | 116,69 |       |
| 19   | Shane O'Neill       | Australie      | 13,41 | 16,50 | 0,00   | 0,00   | 0,00   | 91,00  | 0,00   | 107,50 |       |
| 20   | Joseph Garbaccio    | France         | 39,72 | 72,57 | 0,00   | 0,00   | 0,00   | 0,00   | 0,00   | 72,57  |       |
| 21   | Chris Joslin        | États-Unis     | 50,84 | 31,50 | 0,00   | 0,00   | 0,00   | 0,00   | 0,00   | 50,84  |       |
| 22   | Jhancarlos Gonzalez | Colombie       | 47,64 | 48,09 | 0,00   | 0,00   | 0,00   | 0,00   | 0,00   | 48,09  |       |

| Rang                                | Skateur          | Pays       | Runs  | Runs  | Tricks | Tricks | Tricks | Tricks | Tricks | Total  |
| Rang                                | Skateur          | Pays       | 1     | 2     | 1      | 2      | 3      | 4      | 5      | Total  |
| ----------------------------------- | ---------------- | ---------- | ----- | ----- | ------ | ------ | ------ | ------ | ------ | ------ |
| Médaille d'or, Jeux olympiques      | Yuto Horigome    | Japon      | 89,90 | 68,54 | 94,16  | 0,00   | 0,00   | 0,00   | 97,08  | 281,14 |
| Médaille d'argent, Jeux olympiques  | Jagger Eaton     | États-Unis | 61,77 | 91,92 | 92,80  | 93,87  | 0,00   | 95,25  | 0,00   | 281,04 |
| Médaille de bronze, Jeux olympiques | Nyjah Huston     | États-Unis | 87,06 | 93,37 | 92,79  | 93,22  | 0,00   | 0,00   | 0,00   | 279,38 |
| 4                                   | Sora Shirai      | Japon      | 90,11 | 39,34 | 93,80  | 0,00   | 0,00   | 94,21  | 0,00   | 278,12 |
| 5                                   | Richard Tury     | Slovaquie  | 87,85 | 89,31 | 92,09  | 0,00   | 0,00   | 92,58  | 0,00   | 273,98 |
| 6                                   | Kelvin Hoefler   | Brésil     | 87,25 | 38,74 | 90,14  | 0,00   | 92,88  | 0,00   | 0,00   | 270,27 |
| 7                                   | Cordano Russell  | Canada     | 19,06 | 23,55 | 0,00   | 92,88  | 93,32  | 94,93  | 0,00   | 211,80 |
| 8                                   | Matias Dell Olio | Argentine  | 69,14 | 69,86 | 0,00   | 0,00   | 0,00   | 0,00   | 84,12  | 153,98 |